# Jevgenij Lazarevič Rošal
Jevgenij Lazarevič Rošal (rusko Евге́ний Ла́заревич Роша́л, znan tudi kot Eugene Roshal), ruski računalnikar in programer, * 10. marec 1972, Čeljabinsk, Sovjetska zveza (sedaj Rusija).
Rošal je najbolj znan kot avtor upravitelja datotek FAR Manager (1996), arhivskega datotečnega formata RAR (1993) in programov za stiskanje RAR in WinRAR (1995). Od leta 2004 ima za algoritem stiskanja RAR uradne avtorske pravice njegov starejši brat Aleksander, ker sam nima časa za delo na področju razvoja programske opreme in hrati zaščite avtorskih pravic.
Diplomiral je na Fakulteti za inštrumentacijo Čeljabinske državne tehniške univerze, od leta 1997 Južnouralske državne univerze, s področja računalništva.